# Lispe subbivittata
Lispe subbivittata este o specie de muște din genul Lispe, familia Muscidae, descrisă de Mou în anul 1992.
Este endemică în Liaoning. Conform Catalogue of Life specia Lispe subbivittata nu are subspecii cunoscute.